# Aldo Bonadei

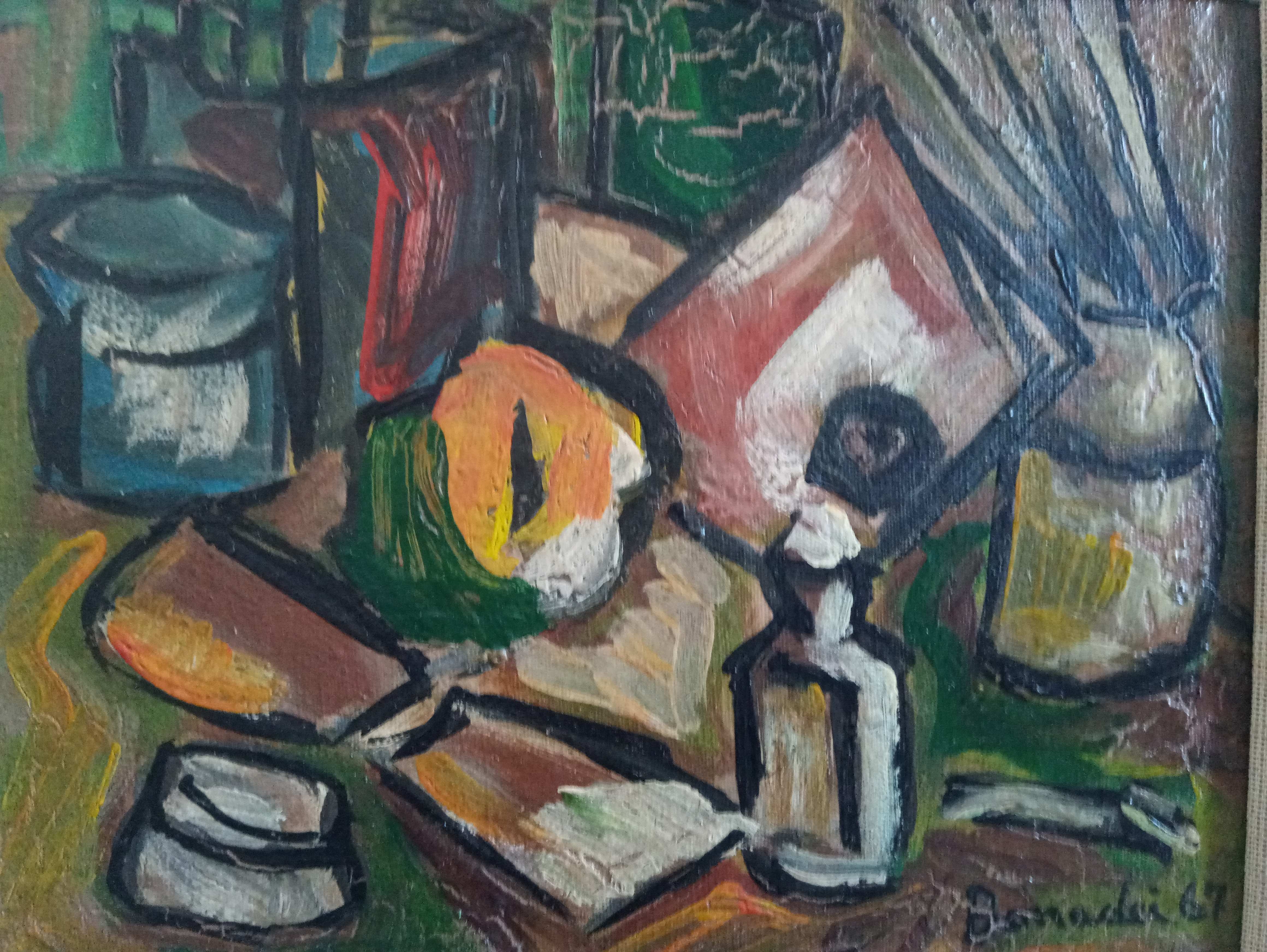
Natureza-morta de Aldo Bonadei

Aldo Cláudio Filipe Bonadei (São Paulo, 17 de junho de 1906 — São Paulo, 16 de janeiro de 1974) foi um pintor, gravador, figurinista e professor brasileiro, destacado integrante do Grupo Santa Helena por sua formação mais erudita.
O artista teve importante atuação, entre os anos 1930 e 1940, na consolidação da arte moderna paulista e foi um dos pioneiros no desenvolvimento da arte abstrata no Brasil.

## Biografia
Oriundo de uma família descendente de imigrantes italianos de classe média, o interesse de Aldo Bonadei por diferentes áreas levou-o a desenvolver atividades em pintura, poesia, moda e teatro. 
Entre 1923 e 1928 foi aluno de desenho do pintor Pedro Alexandrino Borges (1856-1942), período em que também frequenta o ateliê do pintor Antonio Rocco (1880 - 1944). Em 1929, Bonadei tornou-se amigo do professor de arte Amadeo Scavone. 
Viajou para a Itália entre 1930 e 1931, frequentando a Academia de Belas Artes de Florença, onde teve aulas com o pintor Felice Carena (1879 - 1966) e seu assistente Ennio Pozzi (1893 - 1972), ambos ligados ao movimento novecento. Nesse período, dedicou-se ao desenho da figura humana, principalmente ao nu.
Retornou a São Paulo no início da década de 1930 e participou ativamente do Grupo Santa Helena, da Família Artística Paulista - FAP e do Sindicato dos Artistas Plásticos. Integrou de 1939 e 1941 o Grupo Cultura Musical, criado pelo psiquiatra Adolpho Jagle, que promovia reuniões de artistas. Datam dessa época as suas primeiras experiências abstratas. Em 1949 leciona na Escola Livre de Artes Plásticas, primeira escola de arte moderna de São Paulo e participa do Grupo Teatro de Vanguarda. Em 1950, fundou a Oficina de Arte - O. D. A., com Odetto Guersoni (1924-2007) e Bassano Vaccarini (1914-2002). 
No fim da década de 1950 atuou como figurinista nas peças Vestido de Noiva, de Nelson Rodrigues (1912 - 1980) e Casamento Suspeitoso, de Ariano Suassuna (1927), ambas encenadas pela Companhia Nydia Lícia - Sérgio Cardoso. Nesse período, desenhou alguns figurinos para dois filmes dirigidos por Walter Hugo Khoury (1929-2003): Fronteiras do Inferno (1958) e Na Garganta do Diabo (1959).